# Isla de Cañas
Isla de Cañas est une localité argentine située dans la province de Salta et dans le département d'Iruya.

## Services
Le village dispose de l'électricité, d'internet, de la télévision par satellite et, depuis décembre 2012, de la téléphonie mobile. Il n'y a qu'un seul téléphone fixe dans le village, qui est semi-public, mais il n'est pas pleinement opérationnel car depuis longtemps hors service. Isla de Cañas possède également une église, un centre de santé, une pharmacie et une piste d'atterrissage, qui est utilisée sporadiquement pour des vols médicaux.
En termes d'éducation, il existe une école primaire, une école secondaire et, depuis août 2012, une école normale interculturelle bilingue.

## Sismologie
La sismicité de la province de Salta est fréquente et de faible intensité, avec un silence sismique de séismes moyens à graves tous les 40 ans.
- Séisme de 1930 : bien que de telles catastrophes géologiques se produisent depuis la préhistoire, le séisme du 24 décembre 1930[2], a marqué une étape importante dans l'histoire des événements sismiques à Jujuy, classé 6,4 sur l'échelle de Richter. Mais même en prenant les meilleures précautions nécessaires et/ou en restreignant les codes de construction, aucun changement ne s'est fait ressentir[3]
- Séisme de 1948 : séisme qui s'est produit le 25 août 1848 et qui est classé 7,0 sur l'échelle de Richter, il a détruit des bâtiments et ouvert de nombreuses fissures dans de vastes zones[2],[3]
- Séisme de 2010 : apparu le 27 février 2010 et classé 6,1 sur l'échelle de Richter.